# Nemesi Solà i Franquesa
Nemesi Solà i Franquesa   (Barcelona, 16 de febrer de 1929 - Sant Pere Pescador, 16 de març de 2024) fou un sindicalista, activista català. El 2015 va rebre el premi Joan Amades i el 2018 el Premi Creu de Sant Jordi en reconeixement de la seva contribució a la cultura catalana i als drets nacionals de Catalunya. El 2009 va recollir el Premi de Normalització Lingüística i Cultural de l'ADAC per la seva aportació personal en la defensa dels drets nacionals i culturals catalans.
Flequer de professió, en plena dictadura va participar en el segrest de la Mare de Déu de Núria el 1967 perquè no fos coronada pel franquisme. També va ser un dels impulsors del moviment de la Flama del Canigó i va estar vinculat a Òmnium Cultural des de la seva fundació.